# Proteomyrus ventralis
Proteomyrus ventralis è un pesce osseo estinto, appartenente agli anguilliformi. Visse nell’Eocene medio (circa 50 – 48 milioni di anni fa) e i suoi resti fossili sono stati ritrovati in Italia, nel famoso giacimento di Bolca.

## Descrizione
Questo pesce, di dimensioni medio – piccole, raggiungeva solitamente i 20 – 30 centimetri di lunghezza. Era dotato di un corpo estremamente sottile, allungato e simile a quello di un’anguilla. La testa era bassa e allungata, dotata di occhi piccoli e di un muso appuntito. La pinna dorsale si originava poco dopo la fine della testa, ed era molto bassa e allungata; andava a confluire nella pinna caudale, la quale poi continuava in quella anale per poi terminare a circa metà del ventre. Le pinne pettorali erano molto piccole.

## Classificazione
I primi fossili noti di questo animale, rinvenuti nella famosa Pesciara di Bolca, furono descritti nel 1839 da Louis Agassiz, nella sua opera Recherches sur les poissons fossiles. Vi fu una certa confusione tassonomica riguardo a questi fossili, che vennero attribuiti da Eastman nel 1905 al genere Eomyrus; fu solo nel 1962 che Cadrobbi istituì per questi resti il genere Proteomyrus, distinguendolo da altri generi di anguilliformi estinti. Proteomyrus è l’unico genere noto della famiglia Proteomyridae, che fa parte di una radiazione evolutiva di anguilliformi arcaici ben diversificata durante l’Eocene; le affinità di Proteomyrus non sono comunque ben chiare.

## Paleoecologia
Proteomyrus doveva essere un predatore di piccoli animali quali crostacei e vermi.